# Romanowce (Białoruś)
Romanowce (biał. Раманаўцы; ros. Романовцы) – wieś na Białorusi, w obwodzie grodzieńskim, w rejonie świsłockim, w sielsowiecie Niezbodzicze.
W dwudziestoleciu międzywojennym leżały w Polsce, w województwie białostockim, w powiecie wołkowyskim, w gminie Świsłocz. 16 października 1933 utworzono gromadę w gminie Świsłocz. Po II wojnie światowej weszły w struktury ZSRR.